# Polia nugatis
Polia nugatis är en fjärilsart som beskrevs av Smith 1898. Polia nugatis ingår i släktet Polia och familjen nattflyn. Inga underarter finns listade i Catalogue of Life.